# Imagawayaki
Imagawayaki (今川焼き Imagawa-bagværk) er en form for japansk rundt bagværk. Det består af mel, æg og sukker.
Det er traditionelt fyldt med anko, en sød paste af rød og hvide bønner. Der findes også andre slags fyld som for eksempel chokoladecreme eller vaniljecreme. En lignende ret er taiyaki.
Navnet imagawayaki opstod, fordi bagværket første gang blev solgt i Anei-æraen (1772-1782) i Edo-perioden fra en forretning i nærheden af Imagawa-broen i Kanda i Edo, det nuværende Tokyo.